# Chiesa di Santa Lucia (Pistoia)
La chiesa di Santa Lucia è una chiesa pistoiese del XIV secolo dedicata a Santa Lucia. La struttura si trova nella frazione di Capostrada.

## Storia e descrizione
Era in origine oratorio di un ospedale trecentesco per i lebbrosi, che fece parte del patrimonio della Pia Casa di Sapienza. La facciata, di modeste dimensioni, con un portale a timpano aggettante di gusto classico, risale al Cinquecento, mentre altri notevoli interventi interni risalgono al XVIII secolo.
La chiesa conservava una tavola con la Madonna col Bambino tra i Santi Bartolomeo e Lucia di Giovan Battista Volponi, detto lo Scalabrino, quasi del tutto distrutta da un incendio nel 1917, di cui resta un frammento con la Santa Lucia nei depositi del Museo civico di Pistoia. L'anno successivo venne realizzata una nuova pala per l'altare, firmata da Ugo Casanova che riprese della precedente solo la figura di Santa Lucia.